# 浜松フィルハーモニー管弦楽団
浜松フィルハーモニー管弦楽団（はままつフィルハーモニーかんげんがくだん）は、静岡県浜松市に本拠地がある非常設オーケストラである。主にアクトシティ浜松でコンサートを行う。「市民に愛されるプロ楽団」をモットーに地元浜松に根ざした音楽活動を行っている。
1998年（平成10年）1月に県内出身のプロ演奏家の里帰りの時期に合わせて最初のコンサートを開催し、1999年（平成11年）9月に非常設で発足。2002年（平成14年）に組織をNPO化した。現在も楽員は、通常は各々が当楽団と関係なく個別に演奏活動を行い、コンサートの度に集まる形で運営されている。
2021年に静岡交響楽団と合併し、富士山静岡交響楽団となる。